# Hemilepistus magnus
Hemilepistus magnus är en kräftdjursart som beskrevs av Borutzkii 1945. Hemilepistus magnus ingår i släktet Hemilepistus och familjen Trachelipodidae. Inga underarter finns listade i Catalogue of Life.